# Cmentarz żydowski w Kowalewie Pomorskim
Cmentarz żydowski w Kowalewie Pomorskim – mieści się przy ulicy 23 Stycznia. Powstał prawdopodobnie w 1830 roku. W czasie II wojny światowej nekropolia uległa dewastacji. Obecnie nie ma na nim żadnych macew. Częściowo obszar nekropolii został zabudowany. Cmentarz ma powierzchnię 0,09 ha.